# 몬테레이 파크
몬터레이 파크는 미국 캘리포니아주 로스앤젤레스군의 서부 샌개브리얼 밸리 지역에 있는 도시로, 다운타운 로스앤젤레스 시민 센터에서 동쪽으로 약 seven 마일 (11 km) 떨어진 곳에 있다. 알함브라, 이스트로스앤젤레스, 몬테벨로 및 로즈미드와 접한다. 이 도시의 표어는 "과거에 대한 자부심, 미래에 대한 믿음"이다.
몬터레이 파크는 증가하는 아시아계 미국인 인구를 가진 도시들의 집단(서부 샌개브리얼 밸리의 알함브라, 아케이디아, 템플시티, 로즈미드, 샌마리노, 그리고 샌게이브리얼)의 일부이다. 2020년 미국 인구 조사에 따르면, 이 도시의 총 인구는 61,096명이다. 몬터레이 파크는 학교, 성장하는 경제, 중심적인 위치 덕분에 미국에서 가장 살기 좋은 곳 중 하나로 꾸준히 선정되었다.

## 역사

### 초기 역사
적어도 7천 년 동안 이 땅은 통바족(가브리엘리노) 원주민들이 살았다. 통바족은 꼭대기에 환기와 빛을 위한 열린 연기 구멍이 있는 짚으로 된 외부를 가진 돔형 구조물에서 살았다. 남녀 모두 긴 머리 스타일을 하고 몸에 문신을 새겼다. 더운 날씨에는 남자들은 옷을 거의 입지 않았고, 여자들은 동물의 가죽으로 만든 최소한의 치마를 입었다. 추운 날씨에는 동물 가죽 망토를 입었고, 가끔은 가죽이나 유카 섬유로 만든 샌들을 신었다. 스페인인들의 도착으로 구세계 질병이 많은 통바족을 죽였고, 1870년에는 살아남은 원주민이 거의 없었다. 19세기 초에 이 지역은 미션 산 가브리엘 아르캉헬 선교 시스템의 일부였고 나중에는 란초 산 안토니오의 일부였다.

### 1860년대–1960년대
남북 전쟁 후, 이탈리아인 알레산드로 레페토는 란초의 5,000 에이커 (20 km2)를 매입하고, 가필드 애비뉴가 포모나 고속도로를 가로지르는 지점에서 북쪽으로 약 0.5마일 떨어진 그의 땅이 내려다보이는 언덕에 목장 주택을 지었다. 지금 가필드 애비뉴에 있는 에디슨 변전소에서 멀지 않은 곳이다. 1886년, 란초의 북서쪽 부분은 바이에른 출신 은행가이자 자선가인 이사야스 울프 헬만에게 팔렸는데, 그는 몬터레이 파크의 북쪽 경계 일부를 이루는 헬만 애비뉴의 이름의 유래가 되었다.
이때, 미 육군 우편 배달원이었던 리처드 가비는 몬터레이 고개를 통해 이동하는 경로를 가졌는데, 이 고개는 현재 가비 애비뉴이다. 그는 킹스 힐스에 정착했다. 가비는 혼도 강 근처에서 샘물을 끌어오고, 현재 가비 랜치 공원이 있는 곳에 54-피트-high (16 m) 높이의 댐을 건설하여 가비 호수를 조성함으로써 땅을 개발하기 시작했다. 개발 비용과 과거의 빚을 갚기 위해 가비는 자신의 재산 일부를 팔기 시작했다. 1906년, 이 지역의 첫 번째 분할지인 라모나 에이커스(개발자의 딸의 이름을 따서 지어졌으며, 이 딸은 나중에 소설 라모나의 제목에도 영감을 주었다.)는 가비 애비뉴 북쪽과 가필드 애비뉴 동쪽에 개발되었다.
1916년, 이 지역의 새로운 주민들은 패서디나, 사우스패서디나, 알함브라 시가 이 지역에 대규모 하수 처리 시설을 건설할 것을 제안하자 도시가 되기 위한 조치를 시작했다. 지역 사회는 1916년 5월 29일, 455대 33의 투표로 도시 설립을 가결했다. 새 도시 이사회는 즉시 도시 경계 내의 하수 처리 공장을 불법화하고 새 도시의 이름을 몬터레이 파크로 지었다. 이 이름은 이 지역의 참나무 덮인 언덕을 몬터레이 힐스로 표시한 오래된 정부 지도에서 따왔다. 1920년, 도시 남쪽 가장자리의 넓은 지역이 분리되어 별도의 도시인 몬테벨로가 설립되었다.
1920년경, 백인과 스페인계 정착민들은 감자와 꽃을 재배하고 몬터레이 하이랜즈 지역에 보육원을 개발하기 시작한 아시아계 주민들과 합류했다. 그들은 로스앤젤레스로 농산물을 운송하는 데 도움이 되도록 몬터레이 고개 길을 도로로 개선했다. 서부 영화의 촬영지로 사용되었던 이름 없는 고개는 개척자 아베 마사미에 의해 코요테 고개라고 불렸다.
1926년, 애틀랜틱 대로와 가비 애비뉴 코너 근처에서 로라 스쿠더가 최초의 밀봉된 감자칩 봉투를 발명했다. 품질과 신선도를 유지하기 위해 로라의 팀은 왁스 종이 시트를 함께 다림질하여 봉투를 만들었다. 그들은 이 봉투에 감자칩을 채우고, 윗부분을 다림질하여 봉한 다음, 다양한 소매점에 배달했다.
1920년대 후반에는 많은 개발 중인 분할지와 증가하는 상업 기회에 투자자들이 몰려들면서 부동산이 번성하는 산업이 되었다. 피터 N. 스나이더가 제안한 미드윅 뷰 에스테이츠는 벨 에어와 베벌리힐스에 필적하도록 설계된 정원 커뮤니티였다. "이스트 사이드의 아버지"로 알려진 스나이더 씨는 1920년대에 로스앤젤레스의 산업 기반의 일부로 이스트 사이드를 개발하는 거대한 사업의 핵심 인물이었다. 애틀랜틱 대로를 건설하려는 그의 노력, 이스트 사이드에 산업을 유치하기 위한 이스트 사이드 조직과의 협력, 그리고 애틀랜틱 대로를 따라 진행된 그의 주거 및 상업 개발 프로젝트(가든 스퀘어, 골든 게이트 스퀘어, 미드윅 뷰 에스테이츠)는 주변 지역 사회에 큰 영향을 미쳤다. 미드윅 뷰 에스테이츠의 초점은 "엘 엔칸토"라고도 알려진 "하르딘 델 엔칸토"였는데, 이는 미드윅 뷰 에스테이츠의 행정 건물 및 커뮤니티 센터 역할을 할 스페인 스타일 건물이었다. 이 개발에는 하르딘 델 엔칸토 위에 있는 관측 테라스와 계단식 연못을 따라 언덕 아래로 흘러내리는 폭포도 포함되어 있었다. 현재 헤리티지 폭포 공원 또는 "캐스케이드"로 알려져 있다. 대공황은 부동산 붐과 미드윅 제안에 갑작스러운 종말을 가져왔다. 1920년대 후반부터 약 20년 동안 이 도시는 거의 개발되지 않았다.
제2차 세계 대전의 종전은 1940년대 후반과 1950년대의 폭발적인 인구 증가와 함께 다시 성장 추세를 가져왔다. 이때까지 인구는 도시의 북부와 남부 지역에 집중되어 있었고, 가비와 몬터레이 언덕은 자연적인 장벽을 형성했다. 성장이 다시 시작되면서 많은 새로운 분할지가 개발되었고, 이전에 개발되지 않았던 중앙 지역까지 활용하여 최대한의 성장 잠재력을 허용했다. 주변 토지의 일련의 합병도 일어났다. 많은 참전 용사들이 몬터레이 파크에 정착하여 1950년대까지 계속되었다. 이 무렵, 웨스트 사이드에서 온 일본계 미국인, 차이나타운에서 온 중국계 미국인, 이스트로스앤젤레스에서 온 라틴계 주민들도 이 지역에 정착하기 시작했으며, 대부분 작은 마을 교외 문화에 동화되었다.

### 1970년대–1990년대
1970년대부터 중산층 아시아계 미국인과 아시아 이민자들이 서부 샌개브리얼 밸리에 정착하기 시작했으며, 주로 몬터레이 파크로 향했다. 몬터레이 파크 시의회는 이후 영어 전용 조례를 통과시키려 했으나 실패했다. 1985년에 시의회는 몬터레이 파크의 모든 사업체가 사업 간판에 영어 식별 표시를 요구하는 제안을 작성하는 것을 승인했다.
1980년대에 몬터레이 파크는 "리틀 타이베이" 또는 "차이나타운 베벌리힐스"로 불렸다. 몬터레이 파크의 중국계 미국인 커뮤니티를 조성한 것으로 평가받는 지역 부동산 중개인 프레더릭 시에(Frederic Hsieh)는 몬터레이 파크의 토지를 매입하여 새로 도착한 이민자들에게 판매했다. 다운타운 로스앤젤레스의 차이나타운에 있던 많은 사업체들이 몬터레이 파크에 가게를 열기 시작했다. 1970년대와 1980년대에 많은 부유한 외성인 타이완 이민자들이 타이완을 떠나 몬터레이 파크에 정착하기 시작했다. 당시 관화는 이 도시의 많은 중국 사업체에서 가장 널리 사용되는 언어가 되어 이전에 흔했던 광둥어를 대체했다. 광둥어는 수십 년 동안 북미의 차이나타운을 지배했지만, 최근 수십 년 동안 중국 이민자의 가장 흔한 언어는 관화이다. 1983년, 릴리 리 첸은 미국 도시의 시장으로 선출된 최초의 중국계 미국인 여성이 되었다. 1980년대 후반에는 중국 대륙과 베트남에서 온 이민자들이 몬터레이 파크로 이주하기 시작했다. 1990년 인구 조사에 따르면, 몬터레이 파크는 미국 본토에서 아시아계 인구가 다수를 차지하는 최초의 도시가 되었다. 새크라멘토 캘리포니아 주립 대학교의 아시아계 미국인 연구 교수이자 이사인 티모시 P. 퐁은 몬터레이 파크를 "최초의 교외 차이나타운"이라고 묘사한다.
1980년대에 2세대 중국계 미국인들은 대체로 오래된 차이나타운을 떠나 샌개브리얼 밸리 교외로 이주하여, 타이완과 중국 대륙에서 온 새로운 이민자들과 합류했다. 그 이후, 베트남, 타이완, 홍콩 이민자 학생들의 동시 유입으로 인해 뉴딜 시대에 건설되었고 알함브라에 위치하며 몬터레이 파크 대부분과 로즈미드 일부 지역을 포함하는 마크 케펠 고등학교는 이러한 새로운 이민의 영향을 받아 학생 수가 급증하여 과밀화되었다. 오늘날 많은 학생들은 2세대 또는 3세대 아시아계 미국인이다.
1988년에 몬터레이 파크 시는 도시가 아시아 이민자 유입으로 인해 겪었던 급속한 성장을 규제하기 위해 새로운 건물 건설에 대한 모라토리엄을 선언하는 조례를 통과시켰다. 이 모라토리엄은 1989년에 이의가 제기되어 기각되었다. 이 논란의 여지가 있는 조치는 많은 아시아계 주민과 사업체가 초점을 알함브라의 인접 도시로 옮기게 했다. 사업 수익 손실 가능성이 인지되자 "몬터레이 파크는 많은 사람들이 후회하는 많은 격변을 겪었다"고 하며, 아시아계 미국인 커뮤니티에서는 몬터레이 파크로의 재정착이 강력히 권장되었다.
1990년대 초반부터 타이완인들은 더 이상 이 도시의 다수 인구가 아니다. 쇼핑센터 건설 붐은 쇠퇴했지만, 재개발 계획은 이를 바꾸려 했다. 높은 부동산 가치와 몬터레이 파크의 과밀화는 몬터레이 파크로부터의 2차 이주에 기여했다.

### 2000년대–현재
재개발로 인해 2010년에 1층 상점과 식당이 개장한 대규모 애틀랜틱 타임스 스퀘어 개발을 포함한 여러 프로젝트가 진행되었다. 215,000 제곱피트 (20,000 m2) 규모의 애틀랜틱 타임스 스퀘어는 식당과 기타 상점 외에도 멀티플렉스 극장과 피트니스 센터를 중심으로 한다. 이 개발에는 3층부터 6층까지 210개의 콘도가 포함된다.
몬터레이 파크 빌리지는 사우스 애틀랜틱 대로 상업 지구에 있는 40,000평방피트 규모의 쇼핑센터이다. 입점 업체로는 스테이플스, 월그린스, 토고스 식당이 있다. 사우스 가필드 애비뉴의 CVS 센터는 인필 부지를 17,000 제곱피트 (1,600 m2) 규모의 이웃 편의 센터로 재개발한 것이다. 핵심 입점 업체인 CVS 파머시는 시내 프로젝트에 풀서비스 약국을 다시 가져오고, 센터에는 서브웨이 샌드위치 가게가 포함된다. 507,000-제곱피트 (47,100 m2) 규모의 몬터레이 파크 마켓플레이스는 시내에서 가장 큰 쇼핑센터이다. 포모나 (60) 고속도로를 따라 파라마운트 대로 서쪽에 위치한 이 센터는 샌개브리얼 밸리를 위한 45에이커 규모의 지역 쇼핑센터이다.
2017년에 몬터레이 파크는 머니 매거진과 세 개의 지역 뉴스 TV 방송국에 의해 "미국에서 가장 살기 좋은 곳 2017"에서 3위로 선정되었다. 또한 머니 매거진의 "미국에서 가족을 키우기 가장 좋은 10곳"에서 2위를 차지했다.
2023년 1월 21일, 총기 난사 사건이 춘절 축제 후 도시의 댄스 스튜디오에서 발생하여 20명이 총에 맞아 11명이 사망하고 9명이 부상당했다. 총격범은 72세의 후 칸 트란으로 확인되었으며, 다음날 토런스에서 자살로 사망한 채 발견되었다.

## 지리
미국 인구조사국에 따르면, 이 도시의 총 면적은 7.7 제곱마일 (20 km2)이며, 그 중 7.6 제곱마일 (20 km2)는 육지이고, 0.04 제곱마일 (0.10 km2)(0.39%)는 물이다.
도시 경계에는 서쪽과 남서쪽에 이스트로스앤젤레스의 비법인 지역, 북쪽에 알함브라, 북동쪽에 로즈미드, 남쪽에 몬테벨로, 남동쪽에 사우스 샌개브리얼의 비법인 지역이 포함된다.

## 인구 통계
| 인구조사                                                                                                   | 인구   | Note  | %±     |
| --- | ------ | ----- | ------ |
| 1920년 | 4,108  |       | —      |
| 1930년 | 6,406  |       | 55.9%  |
| 1940년 | 8,531  |       | 33.2%  |
| 1950년 | 20,395 |       | 139.1% |
| 1960년 | 37,821 |       | 85.4%  |
| 1970년 | 49,166 |       | 30.0%  |
| 1980년 | 54,338 |       | 10.5%  |
| 1990년 | 60,738 |       | 11.8%  |
| 2000년 | 60,051 |       | −1.1%  |
| 2010년 | 60,269 |       | 0.4%   |
| 2020년 | 61,096 |       | 1.4%   |
| 2024 (추산)                                                                                                | 57,996 | [ 6 ] | −5.1%  |
| U.S. Decennial Census 1860–1870 1880-1890 1900 1910 1920 1930 1940 1950 1960 1970 1980 1990 2000 2010 2020 |        |       |        |

몬터레이 파크는 1920년 미국 인구 조사에서 도시로 처음 등장했다.
| 인종/민족 (NH = 비히스패닉)                | 인구 2000 | 인구 2010 | 인구 2020 | % 2000  | % 2010  | % 2020 |
| ------------------------------------------ | --------- | --------- | --------- | ------- | ------- | ------ |
| 백인 단독 (NH)                             | 4,362     | 2,998     | 2,384     | 7.26%   | 4.97%   | 3.90%  |
| 흑인 또는 아프리카계 미국인 단독 (NH)      | 182       | 194       | 358       | 0.30%   | 0.32%   | 0.59%  |
| 원주민 또는 알래스카 원주민 단독 (NH)      | 98        | 51        | 64        | 0.16%   | 0.08%   | 0.10%  |
| 아시아인 단독 (NH)                         | 36,912    | 39,974    | 40,353    | 61.47%  | 66.33%  | 66.05% |
| 하와이 원주민 또는 태평양 제도인 단독 (NH) | 24        | 19        | 45        | 0.04%   | 0.03%   | 0.07%  |
| 기타 인종 단독 (NH)                        | 61        | 51        | 174       | 0.10%   | 0.08%   | 0.28%  |
| 혼혈 또는 복수 인종 (NH)                   | 1,053     | 764       | 950       | 1.75%   | 1.27%   | 1.55%  |
| 히스패닉 또는 라틴계 (모든 인종)           | 17,359    | 16,218    | 16,768    | 28.91%  | 26.91%  | 27.45% |
| 총계                                       | 60,051    | 60,269    | 61,096    | 100.00% | 100.00% |        |

### 2020
2020년 미국 인구 조사에 따르면 몬터레이 파크의 인구는 61,096명이다. 인구 밀도는 7,963.5 명 매 제곱마일 (3,074.7/km2)였다. 몬터레이 파크의 인종 구성은 백인 8.4%, 아프리카계 미국인 0.7%, 아메리카 원주민 0.9%, 아시아인 66.7%, 태평양 제도인 0.1%, 기타 인종 13.5%, 두 가지 이상의 인종 9.8%였다. 히스패닉 또는 라틴계는 전체 인구의 27.4%였다.
인구 조사에 따르면 인구의 99.6%가 가구에 거주했으며, 0.1%는 비시설 집단 거처에, 0.3%는 시설에 수용되었다.
20,652 가구 중 30.5%는 18세 미만 자녀를 포함하고, 48.5%는 결혼 부부 가구, 4.8%는 동거 부부 가구, 29.0%는 파트너가 없는 여성 세대주, 17.8%는 파트너가 없는 남성 세대주였다. 18.8%의 가구는 1인 가구였고, 10.5%는 65세 이상 1인 가구였다. 평균 가구원 수는 2.95명이었다. 15,447 가구(전체 가구의 74.8%)는 가족이었다.
연령 분포는 18세 미만이 17.1%, 18세에서 24세가 7.9%, 25세에서 44세가 26.2%, 45세에서 64세가 27.5%, 65세 이상이 21.3%였다. 중위 연령은 44.0세였다. 여성 100명당 남성은 92.3명이었다.
21,549채의 주택 단위가 있었으며, 평균 밀도는 2,808.8 units 매 제곱마일 (0.0010845 units/km2)였다. 이 중 20,652채(95.8%)가 점유되었으며, 51.9%는 소유주가 점유하고 48.1%는 세입자가 점유했다.
2023년, 미국 인구조사국은 중간 가구 소득이 77,605달러이며, 1인당 국민소득은 37,702달러로 추정했다. 약 10.7%의 가족과 13.2%의 인구가 빈곤선 이하였다.

### 2010
2010년 미국 인구 조사에 따르면 몬터레이 파크의 인구는 60,269명이었다. 인구 밀도는 7,793.7 명 매 제곱마일 (3,009.2/km2)였다. 몬터레이 파크의 인종 구성은 아시아인 40,301명(66.9%, 중국인 47.7%, 일본인 5.8%, 베트남인 4.4%, 필리핀인 1.9%, 한국인 1.3%, 태국인 0.9%, 캄보디아인 0.8%, 버마인 0.4%, 인도네시아인 0.4%, 인도인 0.3%), 태평양 제도인 28명(0.05%), 백인 11,680명(19.4%, 비히스패닉 백인 5.0%), 아프리카계 미국인 252명(0.4%), 아메리카 원주민 242명(0.4%), 기타 인종 6,022명(10.0%), 두 가지 이상의 인종 1,744명(2.9%)이었다. 히스패닉 또는 라틴계는 총 16,218명(26.9%)이었다.
인구 조사에 따르면 60,039명(인구의 99.6%)이 가구에 거주했고, 41명(0.1%)은 비시설 집단 거처에, 189명(0.3%)은 시설에 수용되었다.
19,963가구 중 6,315가구(31.6%)에는 18세 미만의 자녀가 살고 있었고, 10,538가구(52.8%)는 이성 부부가 함께 살고 있었으며, 3,243가구(16.2%)는 남편이 없는 여성 세대주, 1,460가구(7.3%)는 아내가 없는 남성 세대주였다. 651가구(3.3%)는 미혼 이성 파트너십이었고, 85가구(0.4%)는 동성 결혼 부부 또는 파트너십이었다. 3,641가구(18.2%)는 개인으로 구성되었고, 2,025가구(10.1%)는 65세 이상 독거 노인이었다. 평균 가구 규모는 3.01명이었다. 15,241 가족 (전체 가구의 76.3%)이 있었고, 평균 가족 규모는 3.37명이었다.
인구는 18세 미만 10,932명(18.1%), 18세에서 24세 5,180명(8.6%), 25세에서 44세 15,597명(25.9%), 45세에서 64세 16,904명(28.0%), 65세 이상 11,656명(19.3%)으로 분포되어 있었다. 중위 연령은 43.1세였다. 여성 100명당 남성은 92.2명이었다. 18세 이상 여성 100명당 남성은 89.4명이었다.
20,850채의 주택 단위가 있었으며, 평균 밀도는 2,696.2 units 매 제곱마일 (0.0010410 units/km2)였다. 이 중 11,058채(55.4%)는 소유주가 점유하고, 8,905채(44.6%)는 세입자가 점유했다. 주택 소유주 공실률은 0.5%였고, 임대 공실률은 4.1%였다. 33,073명(인구의 54.9%)이 소유주 점유 주택 단위에 살았고, 26,966명(44.7%)이 임대 주택 단위에 살았다.
2010년 미국 인구 조사에 따르면, 몬터레이 파크의 중간 가구 소득은 56,014달러였고, 인구의 15.2%가 연방 빈곤선 이하에서 살았다.

### 민족 집단
2009년 아메리칸 커뮤니티 서베이에 따르면 몬터레이 파크는 중국계 미국인이 43.7%를 차지하며, 미국에서 중국계 인구 집중도가 가장 높은 도시다. 몬터레이 파크와 샌개브리얼 밸리의 중국계 미국인 인구는 사회경제적 수준과 출신 지역이 비교적 다양하다. 이 도시는 타이완, 그리고 중국 대륙과 동남아시아의 화교 이민자들을 끌어모았다. 또한 몬터레이 파크 내에는 상당한 일본인, 베트남인, 필리핀인 공동체가 살고 있다.
몬터레이 파크에서 여러 세대에 걸친 미국 태생 라틴계 인구는 일반적으로 감소하고 있었지만, 멕시코 이민자들의 소규모 유입(인구의 약 1% 증가)이 있었다.